# ネイウトン・メイラ・メストゥズク
ネイウトン（Neílton）ことネイウトン・メイラ・メストゥズク（ポルトガル語: Neílton Meira Mestzk、1994年2月17日 - ）は、ブラジルのサッカー選手。ポジションはFW。

## クラブ歴
2008年、14歳の時にサントスFCのユースに加入。2013年のコパ・サンパウロ・ジ・フチボウ・ジュニオルの得点王にジヴァとともに輝いた。その活躍からチェルシーFCの興味を引いた。3月20日にトップチームに昇格、「ネイマール2世」の異名を取った。翌日にカンピオナート・パウリスタで早速初出場。5月29日にはカンピオナート・ブラジレイロ・セリエAでも初出場し、ワルテル・モンティージョの得点をアシストした。6月5日に自身も初得点を記録。7月13日には2得点をあげた。
2014年6月5日に4年契約でクルゼイロECに移籍。しかし起用機会が少なく、翌年7月25日にボタフォゴFRに年末までの期限付き移籍となった。12月16日にレンタル期限を延長した。
2016年12月22日にサンパウロFCに1年契約で期限付き移籍。彼の加入と引き換えにウジソンがクルゼイロに期限付き移籍となった。しかし5月13日にパフォーマンスの悪さから期限付き移籍を打ち切られた。
2017年にECヴィトーリアに加入した。

## タイトル
クルゼイロ
- カンピオナート・ブラジレイロ・セリエA: 2014

ボタフォゴ
- カンピオナート・ブラジレイロ・セリエB: 2015